# Elvida
Elvida è un'opera in un atto di Gaetano Donizetti su libretto di Giovanni Schmidt. Fu rappresentata per la prima volta al Teatro San Carlo di Napoli il 6 luglio 1826.

## Un'opera d'occasione
L'opera venne scritta per essere rappresentata nell'ambito dei festeggiamenti per il compleanno di Maria Isabella di Spagna. La scelta del soggetto è senza dubbio un elegante omaggio alle origini spagnole della regina. Donizetti ricevette un compenso assai scarso, e per questo mise uno sforzo minimo nel lavoro di composizione. L'opera ebbe poco gradimento. Dopo tre sole rappresentazioni venne dimenticata fino alle registrazioni del 2004.

## Interpreti della prima esecuzione
| Ruolo   | Interprete               |
| ------- | ------------------------ |
| Elvida  | Henriette Méric-Lalande  |
| Zeidar  | Brigida Lorenzani        |
| Amur    | Luigi Lablache           |
| Alfonso | Giovanni Battista Rubini |
| Ramiro  | Gaetano Chizzola         |
| Zulma   | Almerinda Manzocchi      |

## Trama
La scena è in una piazzaforte nel regno di Granata, in Spagna, nel XV secolo.
Atrio nel soggiorno d'Amur.
Durante le lotte per il controllo della Spagna meridionale, Elvida, nobile dama castigliana, è stata catturata dai Mori. Per due mesi è stata tenuta prigioniera da Amur in una delle ultime roccaforti more. Ma le truppe spagnole, guidate dal fidanzato di Elvida, Alfonso, avanzano.
Amur preferisce che Elvida venga messa a morte, piuttosto di permettere alle truppe di Alfonso di salvarla.
Ma il figlio di Amur, Zeidar, si è innamorata della bella prigioniera, e prega il padre di lasciarla agli spagnoli che si stanno avvicinando, almeno per salvare la città dalla distruzione. Zeidar supplica Elvida di sposarlo, ma lei respinge con disprezzo sia le sue proposte che le minacce del padre. I Mori le hanno ucciso il padre, ed Elvida desidera vendetta. Viene condotta in una prigione sotterranea.
L'esercito castigliano è ormai alle porte della città. Amur si rende conto che ogni ulteriore resistenza sarebbe vana, ma sapendo che sono in arrivo rinforzi mori, decide di organizzare la propria fuga attraverso un passaggio segreto, e di portare Zeidar con sé.
Una piazza.
Alfonso entra in trionfo alla testa delle sue truppe. Deluso dal fatto che Amur e Zeidar sembrino essere fuggiti, è soprattutto preoccupato per la salvezza di Elvida. Uno degli schiavi di Amur si offre di guidarlo alla caverna dove Elvida è stata rinchiusa.
Interno d'un'orrida spelonca.
Amur intende usare Elvida come ostaggio e fuggire con Zeidar. I due uomini entrano nella caverna dove ella è prigioniera e tentano di obbligarla a seguirli. Elvida li sfida, e prima che la possano trascinare via, irrompono le truppe spagnole. Amur sfila il pugnale per uccidere Elvida, ma Zeidar gli afferra il braccio e Amur viene sopraffatto dagli spagnoli.
Amur maledice il figlio per il tradimento, e in quel momento si apprende che i rinforzi mori sono stati dispersi. Con gesto magnanimo, Alfonso concede la libertà a Zeidar e acconsente a risparmiare la vita ad Amur. Nell'esultanza generale, Alfonso annuncia che il mattino seguente avrà luogo il suo matrimonio con Elvida.

## Struttura dell'opera
- 1 Introduzione Tutto cede al nemico feroce (Coro, Amur, Zeidar)
- 2 Cavatina di Elvida A che mi vuoi? Che brami? (Elvida, Amur, Zeidar, Coro)
- 3 Duetto Se geme a' tuoi lai (Zeidar, Elvida)
- 4 Coro e Cavatina Cinto di nuovi allori - Atra nube al sole intorno (Alfonso, Coro)
- 5 Terzetto e Quartetto Invan, superba, invano - Deh! Ti placa, Amur (Amur, Elvida, Zeidar, Alfonso)
- 6 Duettino e Finale Il cielo, in pria sdegnato (Alfonso, Elvida, Coro, Ramiro)

## Discografia
| Anno | Cast (Amur, Zeidar, Elvida, Alfonso)                                          | Direttore, Orchestra e Coro                                                                                      | Etichetta                         |
| ---- | ----------------------------------------------------------------------------- | --- | --------------------------------- |
| 2004 | Massimiliano Fichera, Maria Pia Moriyon, Cristina Pastorello, Daniele Gaspari | Franco Piva, Orchestra e Coro Città di Adria (Registrazione di una rappresentazione al Teatro di Adria, ottobre) | Audio CD: Bongiovanni Cat: 2370-2 |
| 2004 | Pietro Spagnoli, Jennifer Larmore, Annick Massis, Bruce Ford                  | Antonello Allemandi, London Philharmonic Orchestra e Geoffrey Mitchell Choir                                     | Audio CD: Opera Rara Cat: OR 29   |